# Baba Laouissi
 (juillet 2015).
Baba Laouissi, né le 6 octobre 1943, est un ancien arbitre marocain de football de 1972 à 1992.

## Carrière
Il a officié dans des compétitions majeures :  
- Coupe du Maroc de football 1979 (finale)
- JO 1988 (1 match)
- Une finale de la Coupe des Clubs de la Confédération africaine de football en 1978 à Yaoundé